# Eric Voegelin
Erich Hermann Wilhelm Vögelin, conocido como Eric Voegelin, (Colonia, Alemania; 3 de enero de 1901 - Stanford, Estados Unidos; 19 de enero de 1985) fue un politólogo y filósofo político de origen alemán, refugiado desde 1938 en Estados Unidos, país del cual adoptó la nacionalidad en 1944. Fue profesor de Ciencia Política en las universidades de Viena, Luisiana, Múnich y Stanford.
Estudió Derecho en la Universidad de Viena, tuvo como directores de tesis doctoral a Hans Kelsen y Othmar Spann. Desde 1928 trabajó como profesor asociado de Ciencia Política en la Facultad de Derecho de su Universidad hasta que, con la anexión de Austria a la Alemania nazi en 1938, tuvo que huir con su familia, primero a Suiza y después a Estados Unidos, donde se establecería como ciudadano exiliado, al igual que otros alemanes coetáneos como Hannah Arendt, Albert Einstein, Vicki Baum, Bertolt Brecht, Leo Strauss o Thomas Mann.
Se establecería en Luisiana, donde impartió clases en la Universidad Estatal, hasta que en 1958 aceptó una oferta para ocupar una cátedra de Ciencias Políticas en la Universidad de Múnich que había estado vacía desde la muerte de Max Weber en 1920. Tras una década en Alemania, en 1969, desencantado con la situación política y social encontrada, regresó a Estados Unidos, esta vez a la Hoover Institution de la Universidad de Stanford, en California, donde continuaría con su trabajo hasta su muerte en 1985.

## Obra intelectual
Eric Voegelin trabajó a lo largo de su vida para estudiar la violencia política endémica del siglo XX a través del estudio de campos como la filosofía política, la historia de las ideas o el sentido común.
Voegelin publicó numerosos libros, ensayos y revisiones de los mismos. Uno de sus primeros trabajos Die politischen religionen (Las religiones políticas), de 1938, trata de las ideologías totalitarias y sus semejanzas estructurales con la religión. Su magnum opus publicado en inglés en varios volúmenes es Order and History, que comenzó a publicar en 1956 y continuó los siguientes veintinueve años. Sus Conferencias Charles Walgreen en 1951, publicadas en la revista The new science of politics, se consideran generalmente como el prolegómeno de esta obra. Igualmente dejó muchos manuscritos inéditos, incluyendo una Historia de las ideas políticas que se ha ido publicado desde su muerte en ocho volúmenes.
Order and History fue concebido originalmente como un examen en seis volúmenes de la "historia del orden" ocasionado por la experiencia personal de Voegelin acerca del desorden de su tiempo. Los primeros tres volúmenes, Israel and Revelation (1956), The World of the Polis (1957) y Plato and Aristotle (1957), se centran en las concepciones acerca del orden en el Oriente Próximo y la Antigua Grecia. Incorpora así para la democracia moderna la importancia de las concepciones de la democracia no sólo de Atenas sino también de Jerusalén.
Voegelin entonces se encontró con dificultades que retardaron la publicación de los siguientes volúmenes, unido a su traslado a la Universidad de Múnich. Así, pasaron diecisiete años hasta que publicó el cuarto volumen de Order and History, que vería la luz en 1974 con el título The Ecumenic Age. Mientras tanto, sus nuevos estudios fueron publicados en alemán en 1966 en la colección Anamnesis: Zur Theorie der Geschichte und Politik. Rompió con el patrón cronológico de los volúmenes anteriores investigando las representaciones del orden a lo largo del tiempo, desde la Lista Real Sumeria a Friedrich Hegel.
El último volumen de Order and History, In Search of Order, escrito al final de su vida académica, fue publicado póstumamente en 1987. Uno de los puntos principales que trata Voegelin en este trabajo es que el sentido del orden es conducido por la experiencia de la trascendencia. Esta trascendencia no puede ser definida ni ser descrita completamente, aunque puede ser transportada por los símbolos. Un sentido particular del orden trascendental sirve como base para un orden político particular. Es de esta manera que la filosofía política se convierte en una filosofía del sentido. Las percepciones pueden fosilizarse como dogma. La base principal del trabajo del filósofo político es seguir estando abierta a la verdad del orden, y transmitirlo a otros.
Voegelin está más interesado en las conceptos ontológicos que se presentan a través de la experiencia, que de las cuestiones epistemológicas sobre cómo sabemos que una visión del orden es o no verdadera. Para Voegelin, la esencia de la verdad es la confianza. Toda la filosofía comienza con la experiencia divina. Puesto que la experiencia muestra a Dios como bueno, uno puede confiar en que la realidad es conocible, pues, como interpreta de René Descartes, Dios no miente.
El trabajo de Voegelin no cabe en ninguna clasificación estándar, aunque algunos de sus lectores han encontrado semejanzas en él con los trabajos de coetáneos como a Ernst Cassirer, Ludwig Wittgenstein, Martin Heidegger o Hans-Georg Gadamer. Como teólogo político debe remitirse al Conde Joseph de Maistre. Voegelin tiene un estilo inabarcable y de un conocimiento amplísimo, inventa términos o utiliza a menudo conceptos viejos de nuevas maneras. Sigue la regla académica alemana: si el tema es difícil, el estilo debe ser difícil. Sin embargo, hay patrones en su trabajo con el cual el lector se puede familiarizar más rápidamente.

## Conceptos teóricos políticos

### Teología política
Ya en sus últimas obras, especialmente en su inacabado "In search of Order" y en "The ecumenic Age", Voegelin se concentra en dar una idea precisa de su teoría de la consciencia, lo cual es la base de su filosofía y de la noción de orden social y político. Para Voegelin el aspecto experiencial, es decir, la forma en que el sujeto experimenta la existencia es lo fundamental. El ser humano comparte su existencia con los demás en su sociedad y el resto del universo, junto con la presencia divina. Voegelin concibe esto como el "tetragrámaton" (Israel and Revelation), que está en la base del orden personal y social. El hombre, especialmente, el filósofo y el religioso experimentan como Verdad una determinada relación entre la divinidad, su sociedad y el cosmos. Esa verdad es en sí imposible de transmitir si no es a través de símbolos y mitos. Estos son relatos, que son el resultado de la necesidad de comunicar experiencias humanas, sean filosóficas (noéticas) o sean neumáticas (espirituales o religiosas). Esa convicción se comunica a otros. Si éstos a su vez experimentan esta cercanía a la Verdad, entonces esa verdad se constituye en un núcleo en torno al cual se organiza un determinado orden social. Para Voegelin, por tanto, la Historia no es una sucesión de hechos externos, sino que es sobre todo la historia de lo experimentado por el Hombre como Verdad, y la historia del orden social y político no es la historia de las formas de gobierno, sino que es la historia de cómo el ser humano de cada sociedad experimenta su existencia y su experiencia de Verdad compartida con su sociedad, el cosmos y la divinidad. La historia se compone de explicaciones del origen de las divinidades (Teogonías) del mundo (cosmogonías), y el orden social en el que vive, de descripciones de cultos colectivos y, sobre todo, de escritos originales de aquellos que experimentaron por primera vez inspiraciones filosóficas, míticas o visiones inspiradas por la divinidad y las transcribieron en forma de ideas, símbolos y mitos.
Voegelin afirma que existe una "estructura de la realidad", que se relaciona con la estructura de la consciencia del ser humano; para Voegelin, esa estructura es parte de la naturaleza humana. La consciencia de participación el la existencia junto con los demás en la sociedad y el cosmos, junto con los símbolos y relatos que estructuran y dan sentido a esa existencia son una consecuencia de esa estructura de la consciencia. Para Voegelin, la tarea de la Historia política y de la Filosofía es progresar en el conocimiento de esa estructura de la realidad/consciencia que comprende no solo o principalmente la realidad externa, objeto de la ciencia moderna, sino de la realidad "iluminada desde dentro" por la consciencia, oon sus símbolos y mitos, sin lo cual toda noción de orden personal o político o siquiera de noción de verdad pierde su sentido.
Voegelin indaga en esa historia, particularmente en las experiencias filosóficas o religiones de hombres señalados, como Platón, Aristóteles, San Pablo o San Agustín, pero también Confucio, Maní, Buda, los sacerdotes egipcios, los profetas y patriarcas del Antiguo Testamento y otras figuras reales o míticas que escribieron acerca de sus experiencias o eran, en sí mismas, las experiencias de otros. De sus experiencias, Voegelin intenta extraer elementos comunes de la estructura de la consciencia. En "The Ecumenic Age", Siguiendo su metodología de estudiar preferentemente las testimonios de primera mano a través de los escritos de autores originales, Voegelin no estudia directamente a Jesucristo por ejemplo, sino a través de las experiencias personales de los que escribieron acerca de él, sobre todo, San Pablo. A Voegelin no le interesa el dogma o los mitos, que considera literalizaciones o simbolizaciones destinadas a preservar o promover el orden social. Se interesa en la experiencia original en sí misma, y cómo ésta desencadena una cascada de especulaciones simbólicas y míticas. La experiencia inicial es inalcanzable e indescriptible, ya que la escritura del filósofo o el profeta sujeto de la inspiración ya refleja una primera interpretación escorada de acuerdo con la costumbre o los problemas de cada época que lo aleja de su fuente original.

### Compactibilidad y diferenciación
Un aspecto omnipresente en la interpretación voegeliniana de las experiencias de Verdad es el grado de compactibilidad o diferenciación de estas. En las primeras civilizaciones los seres humanos tienen un visión compacta de la existencia: la divinidad, el cosmos y el orden político-social forman una sola unidad, porque el relato que explica la creación del cosmos, la divinidad y el orden político forman un relato único. Esto constituye una forma de consciencia, que es el resultado de la iluminación de hombres individuales de cuyo nombre no guardamos recuerdo en su mayor parte, aunque en Homero y Hesiodo se puede ver casi de primera mano el surgimiento de la imaginación mítica compacta que dio sentido a la civilización griega hasta que llegaron los filósofos. En ese tipo de sociedad, las manifestaciones políticas de apoyo al líder son manifestaciones religiosas de exhaltación de los dioses. No hay separación entre política y religión. En la especulación filosófico-religiosa de los imperios cosmológicos, como Voegelin los llama, los dioses están en este mundo dirigiendo la sociedad y la naturaleza. El faraón si no es el mismo un Dios, actúa por su delegación y en ello se basa su legitimidad.
En "Order and History - Israel and Revelation" se describen la estructura compacta de las religiones Egipcia y mesopotámica. En esa misma obra, posteriormente Voegelin describe la diferenciación creada por la noción de Dios transcendente en el pueblo judío, que ya estaba a punto de surgir en la especulación mítica egipcia, fruto de la incompletitud de cualquier mito de la creación, que tiene que partir forzosamente de un principio más allá de lo creado por definición. Esa tensión acaba de estallar en la iluminación Mosaica. Por si, esa noción de Dios transcendente cambia el sentido de la historia, de la legitimidad política y del cosmos. El dios transcendente de los judíos abarca no solo la propia sociedad, sino todas las naciones y todas las formas de gobierno, superando la noción de un mitología y una religión para cada ciudad o cada pueblo. La medida en la que la idea de Verdad y el orden social están unidos la da el hecho de que la idea de un Dios transcendente hace forzoso el éxodo de Egipto (Israel and Revelation).
En "Order and History - Plato and Aristótle", Voegelin estudia las ideas de los filósofos griegos en relación con su tiempo, pero es especialmente en ·"Order and History - The Ecumenic Age", donde Voegelin vierte las ideas destiladas a través de su recorrido por los otros tres volúmenes de la serie Orden e Historia. Ahí es donde Voegelin describe la diferenciación noética, que surge con Platón y su meditación acerca de la naturaleza del Alma, especialmente en "El Timeo". Voegelin analiza la introspección de Platón, y su dios creador, el Demiurgo que en si está limitado por la [ananké (Fatalidad), que forma parte también del simbolismo mítico que Platón utiliza para transmitir su penetración noética. Platón es consciente, según Voegelin de lo inalcanzable que es el Fundamento del Ser y de la insuficiencia de los símbolos y mitos para expresar sus meditaciones. Fruto de la filosofía, los dioses mitológicos se dejan de considerar como seres de la realidad sino como especulaciones, lo cual trae como consecuencia cambios políticos en el corto plazo. A largo plazo, la influencia de la filosofía griega, ya en el temprano cristianismo y otras religiones y después en las ideologías tendrá consecuencias incalculables.

### Teoría de la conciencia
Platón en "El banquete" describe el estado de "metaxia" que es un estado de la conciencia intermedio entre la realidad sensible y el "fundamento del ser". Para Voegelin ese concepto es parte de las claves de la estructura de la conciencia. El Fundamento del Ser es aquello que se alcanza mediante la meditación profunda, ya sea mediante la inquisición filosófica (noética) o espiritual (neumática). Todo ser humano se siente atraído desde la realidad sensible hacia ese polo de lo desconocido. Según Voegelin, la meditación hacia el Fundamento del Ser lleva a experiencias de contacto con la divinidad o en visiones que se hipostasian de distintas maneras y con distintos grados de diferenciación, en forma de mitos y símbolos. Estas elaboraciones pueden consistir en relatos compactos acerca de la creación o la historia mítica de la sociedad, los dioses y el universo, que brindan un orden, una seguridad y una sentido a la vida, o bien pueden ser elaboraciones más diferenciadas noéticamente, si se trata de la indagación filosófica clásica o bien espiritualmente, si se dirigen hacia el Uno el principio o la causa última que se hipostasia como el Dios trascendente. En las desviaciones ideológicas modernas, las simbolizaciones se traducen en principios ideológicos omniexplicativos, ordenadores de la realidad y de la historia.
Voegelin no plantea esta estructura de la conciencia como una teoría a priori sino, al contrario, lo considera el común denominador, constatable, a lo largo de las experiencias humanas en busca de sentido u "orden" en el cosmos, su sociedad y uno mismo en la Historia. Toda convicción que da un sentido a la vida individual y colectiva, parta de una comunicación exterior o de la inspiración interior, solo adquiere su carácter convincente a través de experimentar lo que Voegelin llama "participación en la Verdad". Platón creía que la verdad se aprehende por medio de un sentido interior (Noesis). Para Voegelin esa forma de aprehensión de la verdad es un hecho de la experiencia, ya que solo es fuente de orden social aquello que se experimenta íntimamente como Verdad.
En su famosa conferencia en la York University de Toronto, de la que se conserva una colección de videos, Voegelin da una descripción sucinta, pero no exenta de dificultad, de su teoría de la conciencia. Voegelin comienza exponiendo lo que llama el complejo paradójico formado por la conciencia, la realidad y el lenguaje; La realidad tiene una doble naturaleza. Existe la realidad física y la realidad pecibida (iluminada) por la conciencia desde dentro. No existe realidad que no ha sido descrita por una conciencia a través del lenguaje, y el lenguaje para su expresión utiliza unos símbolos, comunes dentro de una sociedad con otros hombres con los que comparte la existencia. La realidad no es solo el conjunto de cosas materiales sino todo aquello que existe en la conciencia. La perversión de la modernidad en parte consiste en el desprecio de esa gran parte de la realidad que no está formada por fenómenos materiales. Por ejemplo, en The ecumenic age Voegelin afirma que, "una visión inspirada por la divinidad no es un proyección psicológica ni una alucinación sino que es, tal como se experimenta, una turbulencia en la realidad". El que esa experiencia forme parte de la realidad histórica depende de si el sujeto, en este caso San Pablo, lo comunica y los que reciben su palabra participan en esa experiencia. A partir de ese momento, las elaboraciones simbólicas y míticas resultantes de ese evento empiezan a determinar un nuevo orden social. Por tanto, de las experiencias de Verdad producidas en la conciencia, ya sean originales o comunicadas, y de sus interpretaciones y desviaciones, deriva el orden y el desorden de cada época.

### El "descarrilamiento"gnóstico
Según Voegelin, hay algo delicado en la tensión inherente a la existencia en la metaxy. El fundamento del Ser "tira" hacia sí, con su carácter desconocido e incognoscible. Esa tensión crea angustia. La existencia en el mundo supone la aceptación de esa incompletitud. Ese equilibrio inestable se agudiza en la diferenciación cristiana, que "limpia" de dioses y de explicaciones míticas el mundo terrenal, al colocar la divinidad más allá de este mundo. La desviación del gnosticismo consiste en rechazar esa limitación inherentemente humana y creer que la divinidad es alcanzable, bien sea rechazando el aspecto material de la existencia, como ocurre en el gnosticismo primitivo, o bien mediante el rechazo del aspecto divino de la existencia, y la posesión de un completo dominio de la realidad material a través de una ideología que invariablemente plantea una salvación inmanente, es decir, en este mundo. El ideólogo gnóstico moderno sustituye a Dios, es decir, lo desconocido, por su propia individualidad omniscente gracias a su ideología. Esa pretensión de dominio excluyente de la verdad deriva en los sistemas totalitarios y el sectarismo que provocan el desorden social que Voegelin vivió. Este es el tipo de descarrilamiento "derrailement" que Voegelin ve en la Modernidad.

### Origen del mundo moderno
En "The new Science of Politics", Voegelin afirma que el gnosticismo inmanentista moderno, descrito anteriormente, es trazable a través de la historia hasta el gnosticismo espiritual primitivo. Voegelin hace retroceder el origen de la modernidad desde la Ilustración, que a su juicio no es más que una etapa más, hasta la Edad Media, con Joaquin de Fiore. Este, abandonando la escatología cristiana de San Agustín, dividió la historia, por primera vez, en tres etapas. Una etapa primitiva, la del Padre, La Edad del Hijo, después de la venida de Jesucristo y la Edad del Espíritu Santo donde la utopía llegaría a la Tierra en forma de una espiritualidad sin Iglesia, que supondría una nueva fase de superación del hombre en la Tierra. Esa es la marca de la modernidad. Desde entonces el superhombre nietzschiano, El estado prusiano del fin de la Historia de Hegel, el nuevo hombre de la revolución comunista, el hombre transhumano de la tecnología, de la liberación sexual, la supermujer de la liberación feminista etc son la etapa final después de las dos anteriores preparatorias en las que cada ideólogo moderno ha dividido su visión inmanentista y utópica de la Historia. Según Voegelin, La misma división moderna del mundo en Edad Antigua, Edad Media y Edad Moderna corresponde a esa experiencia de Verdad del gnosticismo moderno.
Pero, para Voegelin, es el espíritu desafiante de Lutero el que desencadena el conflicto revolucionario que daría lugar a la modernidad. Para algunas sectas protestantes como los Puritanos más radicales, la acción revolucionaria era un deber del creyente, con el objetivo de acelerar la segunda venida de Jesucristo a la tierra e instaurar el reino de Dios. Entre tanto, la revolución triunfante debía ser administrada por los más virtuosos en un gobierno teocrático, del que según Voegelin, un exponente es el gobierno de Calvino en Ginebra. Voegelin, en "New science of politics" llega a considerar los "comentarios" de Calvino con un "Corán" para describir su intención sectaria, para sentar doctrina más allá de toda discusión. Es a través del conflicto violento entre sectas por lo que se llega a una pax política en la que se separa el gobierno de las congregaciones religiosas. Pero para Voegelin, el espíritu revolucionario original de los protestantes y su activismo es el patrón en el que se calcan desde entonces las revoluciones cada vez más inmanentistas, más intolerantes y más violentas que ocurren en la historia de Occidente (The new science of Politics). Las revoluciones anglosajonas, Inglesa y Americana, la Ilustración, la Revolución Francesa, el comunismo y el nazismo son solo etapas más en la progresiva inmanentización de la escatología cristiana. Esta sitúa la salvación en el más allá, mientras que las utopías modernas lo sitúan en la Tierra. En el catálogo de salvaciones terrenales no solo hay que incluir las grandes ideologías sino otras formas menores como la salvación por la Ciencia, el cientifismo, que tiene tanto predicamento en el mundo moderno, que Voegelin afirma que casi cada disciplina científica plantea su propia salvación utópica: salvación por la psicología, por la sociología, por la biología etc. (The new Science of Politics) En este tipo hay que incluir otras tendencias más modernas, como la eterna juventud a través de la cirugía estética, la comida macrobiótica o cualquier moda que surge a cada instante dentro del paroxismo moderno.
El rechazo de la realidad material fundamentado en la convicción de poseer una Verdad revelada para ascender directamente a la divinidad sin pasar por un juicio según las obras terrenales está en la naturaleza del gnosticismo antiguo. Pero el voluntarismo revolucionario deseoso de transformar la realidad basado en la misma pretensión es lo que es distintivamente moderno. Voegelin, en The ecumenic Age asocia ese tipo de cosmivisión a interpretaciones "egofánicas" de experiencias espirituales o noéticas en las que el sujeto se siente protagonista, y no mero espectador o un mero indagador en la naturaleza de las cosas. Según Voegelin (The new Science of Politics) late en el ideólogo moderno un deseo de encumbrar su propia época, su propio grupo elegido cuando no su propia personalidad en un lugar destacado de la Historia, invariablemente, en el vértice que marca la tercera época de plenitud. Voegelin analiza las ideologías de Hegel, Nietzsche, Marx, Comte y hace ver sus paralelos con las cosmovisiones gnósticas de la antigüedad, sus sectas de iniciados y los grados de iluminación, su negación del estado de cosas y el afán revolucionario de rechazar la realidad y el orden social. En la elaboración cosmogónica del gnóstico antiguo, el mundo es una ilusión, y la salvación hacia la divinidad se consigue pronunciando conjuros mágicos. En las elaboraciones ideológicas modernas, el orden social es una ilusión opresora que debe ser derribada por medio del activismo. Las ideologías modernas, como el gnosticismo primitivo son deformaciones de la escatología cristiana en los que la angustia y la incertidumbre provocada por un dios lejano y una lejana salvación se sustituyen por una certeza absoluta y una voluntad revolucionaria en la confianza de que el cielo está a la vuelta de la esquina. Todas esas formaciones y deformaciones que constituyen experiencias de Verdad son propias de Occidente, que nace de la especulación filosófica griega y de la experiencia judeocristiana.

### Omnipotencia
El estudio de Voegelin acerca de la omnipotencia, siguiendo la tradición teológica y filosófica judía, comienza con tratar a Dios como concepto clave situando el locus del poder en él, siendo utilizado así por el hombre para generar orden en su existencia. El hombre renuncia a esa omnipotencia, que queda de esa manera trasladada a Dios, al más allá, fuera del alcance humano. De esta manera, Dios es una ausencia, no una presencia; o lo que es lo mismo, la omnipotencia es una ausencia.
La percepción de esa ausencia y la inexistencia de puentes hacia ese locus, deja a los hombres en una situación de desesperación que les lleva a aceptar su limitación. El resultado de esta visión de la vida es una nueva valoración del poder en un mundo que se doblega la tentación a la omnipotencia.
Sin embargo, para Voegelin, la llegada del Mesías como personificación de Dios en la Tierra en la tradición cristiana supone el retorno de la omnipotencia a la vida del hombre.

### Inmanencia y trascendencia
La idea que Voegelin tiene del mundo moderno es que se presenta como un auténtico apocalipsis que pretende el fin de la era cristiana tradicional para entrar en una era postcristiana. O lo que es lo mismo, busca la derrota de la magia en favor de la Razón. Voegelin ve, en consecuencia, un rechazo al inmanentismo.
Si el judaísmo había expulsado en un principio a los dioses intracósmicos, reconociendo primero una divinidad única y atribuyéndola después otra dimensión inalcanzable para el hombre, el cristianismo volvió a interconectar la omnipotencia con la existencia del hombre. El cristianismo recupera esa omnipotencia para el ser humano a través de la Iglesia en la Tierra, una institución por la cual, para Voegelin, el hombre puede establecer un puente con ese locus del poder. La revelación cristiana es, para el autor, un acceso a la omnipotencia humana, aunque ésta queda secuestrada finalmente por la jerarquía eclesiástica.
En la Ilustración, lo espiritual queda en entredicho y lo real pasa a ser material. Los mitos quedan desmontados ante el ilustrado, lo que, para Voegelin, supone a través del trascendentalismo una perversión del inmanentismo. Para Voegelin, el inmantismo, que encierra la verdad en el mundo, y el trascendentalismo, que afirma tener ya la verdad revelada y desincentivada, se despreocupan de la búsqueda de la verdad por ser incierta, lo que en el fondo genera un fundamentalismo: 

"El fundamentalismo es el denominador común de todas las perversiones correlativas de trascendencia e inmanencia".
Eric Voegelin, Anxiety and Reason, pág.81.

En la Ilustración los hombres se atreven a fabricar objetos que se suponían que eran labor divina. A ojos de Voegelin, estas manipulaciones hacen que desaparezca la idea de la limitación del hombre, es decir, que se envuelva en omnipotencia.

### Doximatay leyes de hierro
Observa Voegelin que uno de los rasgos del mundo contemporáneo es el inmanentismo, es decir, el mundo visto como un campo de doctrina. Este mundo que describe el autor es el que llama doximata.En este mundo doximata se pueden emitir leyes de hierro, que imponen a los individuos la opinión deseada por el pensador dóxico o ideólogo. Para Voegelin, imponer una ley de hierro "es el sueño de cualquier terrorista".
En esta época contemporánea, mediante estas leyes de hierro, los dóxicos transforman la cultura y los teólogos se han visto obligados a transformar las creencias en dogmas. De esta manera se mantiene la temporalidad del ser y se impone el dogma férreo de la vida como transcurso. Sin embargo, en el pensamiento del individuo no rigen ni espacio ni tiempo ni, por tanto, identidad, por lo que, para Voegelin, mantener esa temporalidad absoluta del ser equivale a invadir el mundo interno del individuo con la lógica perceptiva del mundo exterior, en definitiva, lo que el autor denominó the corporal scene of life (el escenario corpóreo de la vida). Supone, en definitiva, una confusión de lo divino y lo humano en la política contemporánea.

### Crítica a la teoría de la raza
Dos de los primeras publicaciones de Eric Voegelin, en pleno auge del nazismo en Alemania en 1933, trataron sobre la teoría de la raza que defendían sus ideólogos: Rasse und Staat (en español La raza y el Estado) y Die Rassenidee in der Geistesgeschichte von Ray bis Carus (en español, La idea de raza en la historia del espíritu).
En estas dos obras Voegelin se muestra muy preocupado por el razonamiento que se le quiere dar a la teoría de la raza intentando demostrar un supuesto rigor científico. La crítica principal que Voegelin hace a esta teoría es acerca de que su metodología científica trata de partir de dos verdades que se quieren hacer pasar como incuestionables sin haberse demostrado previamente: por un lado, se trata hacer ver que la ciencia natural es la única ciencia y su método es el único válido, y por otro lado, que la ciencia progresa de manera firme y continua, por lo que el investigador sólo se preocupa de los problemas de su propio tiempo.

## Obra
- Über die Form des amerikanischen Geistes. J. C. B. Mohr (Paul Siebeck). Tubinga, 1928.
- Rasse und Staat.  J. C. B. Mohr (Paul Siebeck). Tubinga, 1933.
- Die Rassenidee in der Geistesgeschichte von Ray bis Carus. Junker & Duennhaupt. Berlín, 1933.
- Der Autoritäre Staat. Springer. Viena, 1936.
- Die politischen Religionen. Bermann-Fischer. Viena, 1938.
- The New Science of Politics: An Introduction. University of Chicago Press. Chicago, 1952.
- Israel and Revelation. Louisiana State University Press. Vol. I de Order and History. Baton Rouge, 1956.
- The World of the Polis. Louisiana State University Press. Vol. II de Order and History. Baton Rouge, 1957.
- Plato and Aristotle. Louisiana State University Press. Vol. III de Order and History. Baton Rouge, 1957.
- Die Neue Wissenschaft der Politik/Eine/Einfuehrung. Pustet. Múnich, 1959.
- Wissenschaft, Politik, und Gnosis. Koesel. Múnich, 1959.
- Anamnesis: Zur Theorie der Geschichte and Politik. R. Piper & Co., Verlag. Múnich, 1966.
- The Ecumenic Age. Louisiana State University Press. Vol. IV de Order and History. Baton Rouge, 1974.
- From Enlightenment to Revolution. Editado por John H. Hallowell. Duke University Press. Durham (EEUU), 1975.
- Conversations with Eric Voegelin. Editado por Eric O'Connor. Thomas More Institute. Montreal, 1980.
- The collected work or Eric Voegelin. University of Missouri Press. Columbia (Misuri, EEUU), 2002. 34 volúmenes.[7]